# 豫州 (东晋)
豫州，中国东晋时侨置的州。
西晋末年永嘉之乱后，豫州大部分被后赵占领。322年，东晋豫州刺史祖约退守寿春。329年，祖约投降石勒，庾亮为豫州刺史，侨置在江淮之间，治所在芜湖。338年，毛宝为刺史，治所在邾城。340年，荆州刺史庾翼镇守武昌，领豫州。342年，又治芜湖。345年，治牛渚，346年，治芜湖。349年，后赵寿春来降。之后改治历阳、马头、谯城。362年，还治寿春。371年，改治历阳，373年，刺史桓冲改治姑熟。385年，刺史朱序改治马头。387年，刺史桓石虔改治历阳。406年，刺史刘毅改治姑熟。413年，刘裕将扬州的长江以北地区划给豫州。417年，刺史刘义庆改治寿阳。421年，分设南豫州，治历阳。豫州治寿阳。之后时分时合。宋明帝泰始年间，淮河以北被北魏占据。南齐依然治寿阳。500年，寿阳被北魏占据。南梁韦睿夺得合肥，侨置豫州。526年，南梁攻克寿阳，合肥的豫州改为南豫州。547年，侯景降梁，豫州治悬瓠，寿阳为南豫州。548年，悬瓠、寿阳都被东魏占领。豫州改治怀宁。